# Leptosphaeria nectrioides
Leptosphaeria nectrioides är en svampart som beskrevs av Speg. 1878. Leptosphaeria nectrioides ingår i släktet Leptosphaeria och familjen Leptosphaeriaceae.   Inga underarter finns listade i Catalogue of Life.